# Efectos del café en la salud

Efectos de la cafeína en la salud

El café es muy consumido en la sociedad, por su sabor, por sus efectos positivos y como forma de socialización. Tiene un efecto estimulante, pero un consumo excesivo puede ocasionar problemas de salud.

## Como estimulante

La molécula de cafeína.

El café contiene cafeína, un alcaloide que posee propiedades estimulantes. Actúa como inhibidor competitivo de la adenosina e impide que ésta se una a los receptores en el cerebro. Por esta razón, se consume sobre todo por la mañana, durante las horas de trabajo y a veces por la noche por quienes desean permanecer despiertos y concentrados.
La dependencia del café (generalmente dado por una adicción) está muy extendida, y da lugar a síntomas observables.
En la preparación de un café, la cafeína se incorpora a la bebida en la etapa final de elaboración. Cuando el agua atraviesa la molienda de café se impregna primero de los aromas y a continuación de la cafeína. Esto representa un esquema opuesto al proceso con el té.  Contrario a la idea generalizada, un expreso largo será más estimulante que un café corto. La cantidad de cafeína depende también del tipo de café. El café tipo arábica, más caro que el robusta, contiene más sabor y menos cafeína. Por esta razón, se encuentran a menudo mezclas de arábica y robusta.
Para ocasiones en que se desea disfrutar del sabor del café sin su efecto estimulante, existe el café descafeinado (a veces llamado decaf). Este se obtiene a nivel industrial mediante la extracción de la cafeína de los granos de café con dióxido de carbono supercrítico. Con este proceso el café pierde algo de sabor con respecto al café normal y por lo general tiende a ser más amargo. Existen también alternativas que se asemejan al café en gusto, pero no contienen cafeína (véase los sucedáneos del café). Estos están disponibles molidos para elaborar la bebida y en forma de polvo soluble para preparar café instantáneo.

## Beneficios
Estos son algunos beneficios del consumo de café, según distintos estudios.

### Reducción del riesgo de padecer demencia y Alzheimer
Según el tecnólogo radiológico Josué Falcón, de cinco a seis tazas de café diarias son beneficiosas para reducir dosis de radiación al cuerpo. Varios estudios que compararon bebedores de café moderados (unas dos tazas al día) con consumidores esporádicos de café (menos de una taza al día) concluyeron que aquellos que bebían más café tenían menos probabilidades de desarrollar Alzheimer .
El café sería neuroprotector y preventivo de la demencia. Las hipótesis que se barajan para tales efectos son: que por su contenido en antioxidantes pudiera frenar el estrés oxidativo de las neuronas; que disminuye el riesgo de sufrir diabetes tipo II, patología que se sabe reduce la limpieza cerebral de la proteína tóxica beta amiloide; al antagonismo de los receptores de adenosina A2A exhibido por la cafeína, pues incrementa la neurotransmisión colinérgica, la cual parece reducir los depósitos cerebrales de la beta amiloide; o que aumentaría los niveles plasmáticos del factor estimulante de la colonia de granulocitos GCFS.

### Reducción del riesgo de padecer Parkinson
Un estudio comparativo entre consumidores de unas 3,5 tazas de café al día y aquellos que no consumían café mostró que los primeros tenían menos probabilidad de contraer Parkinson en el futuro. Sin embargo, un segundo estudio encontró una relación directa entre la cantidad de café bebida regularmente y el riesgo de padecer Parkinson.

### Reducción del riesgo de padecer gota
Un estudio de la University of British Columbia de Canadá y la Escuela de Medicina de Harvard en Boston asegura que el café ayuda a reducir el riesgo de padecer gota. El equipo analizó datos de un sondeo de salud y nutrición estadounidense llevado a cabo entre 1988 y 1994. El estudio se basó en la encuesta a unos 50 000 hombres de 40 a 75 años, sin antecedentes de gota.
Los participantes completaron cuestionarios exhaustivos sobre hábitos alimenticios, incluidas las bebidas. Tras 12 años de evaluación, durante los cuales 757 hombres desarrollaron gota, el riesgo fue menor para aquellos que tomaban más café. Cuando los participantes en el estudio tomaban de cuatro a cinco tazas de café, había una reducción del 40% de desarrollar la dolencia. Los hombres que consumían café descafeinado también se vieron beneficiados, pero el té pareció no tener efecto. Los investigadores revelaron niveles significativamente menores de ácido úrico en la sangre de quienes tomaban grandes cantidades de café.

### Analgésico
El café aumenta la eficacia de los analgésicos, especialmente la de los medicamentos que actúan contra el dolor de cabeza y puede aliviar a algunas personas el asma. Por esta razón algunos fabricantes de aspirina también incluyen una pequeña dosis de cafeína en la pastilla.[cita requerida]

### Antidiabético
La toma de café puede reducir hasta la mitad, el riesgo de padecer diabetes mellitus tipo II. Aunque inicialmente se citó que esto ocurría con pacientes que consumían altas cantidades (7 tazas al día), se demostró más adelante que la relación es lineal.

### Antineoplásico
Algunos de los efectos beneficiosos se pueden restringir a un sexo. Por ejemplo, se ha demostrado que reduce la aparición de cálculos biliares y enfermedades en la vesícula biliar en hombres.[cita requerida]

### Broncodilatador
En 1993, el Dr. Scott T. Weiss de la Escuela Médica de Harvard estudió a 20 000 pacientes con asma y encontró que aquellos que regularmente tomaban café, sufrían un tercio menos de síntomas que los que se abstuvieron. La cafeína, el estimulante que se encuentra en el café y el té, se metaboliza dando lugar a teofilina (entre otras sustancias), un medicamento que se usa para tratar el asma y la bronquitis. En el estudio de Weiss, el té no tuvo efecto en los pacientes con asma, posiblemente porque tiene niveles inferiores de cafeína que el café. Una taza de café tiene entre 40 y 180 mg de cafeína, mientras que una taza de té contiene 25 a 110 mg. El consumo diario de café podría ayudar a enfermos de asma a aliviar algunos de los síntomas, pero no es un sustituto de medicamentos.

### Cardioprotector
Un estudio comprobó durante doce años en Finlandia (país que tiene el récord de consumo de café con una media de nueve tazas al día por adulto) por el Instituto Nacional de Salud Pública de Helsinki sobre 14 600 adultos de 35 a 64 años sin antecedentes de enfermedades cardiovasculares, indica que cuanto mayor sea el consumo de café, mayor sería la tendencia de disminución de la diabetes de tipo II.
Además, el café reduce la incidencia de cardiopatías, aunque se desconoce si esto es así sencillamente porque libra a la sangre del exceso de grasa o si es debido a su efecto estimulante. En la reunión anual de la American Chemical Society en Washington D. C., el 28 de agosto de 2005, el químico Joe Vinson de la Universidad de Scranton presentó un análisis que mostraba que para los americanos que en general no consumen grandes cantidades de frutas y verduras frescas, el café representa la mayor fuente de antioxidantes valiosos en sus dietas.
Un estudio de la Iowa Women's Health demostró, que las mujeres que consumían café sufrían menos episodios de enfermedades cardiovasculares y tenían menos probabilidades de padecer cáncer que la población general. Para las mujeres que bebían seis o más tazas el beneficio era aún mayor.

### Laxante y diurético
El café es un potente estimulante del peristaltismo y en ocasiones se considera que evita el estreñimiento. También es diurético, acción mediada por la cafeína (aunque diversos estudios demuestran que esto tiene más relación con el café que con la cafeína).

### Rendimiento cognitivo
Mucha gente bebe café por su capacidad de aumentar la memoria a corto plazo y el cociente intelectual.
Además, en las pruebas de tiempo de reacción sencilla, el tiempo de reacción para escoger, memoria verbal incidental y razonamiento visoespacial, los participantes que tomaban café regularmente mostraban mejores resultados, con una relación positiva entre las puntuaciones de las pruebas y la cantidad de café bebida regularmente. Los participantes de mayor edad eran los que mostraron mayor efecto vinculado al consumo regular de café. Otro estudio, encontró que las mujeres de más de 80 años de edad salían mejor en las pruebas cognitivas, y aún más si habían tomado regularmente café durante su vida.
También, cambia el metabolismo de la persona, de tal forma que su cuerpo convierte una mayor proporción de lípidos a carbohidratos, lo que puede ayudar a los deportistas a evitar la fatiga muscular.[cita requerida]
Algunos de estos efectos en la salud son observables con tan solo tomar cuatro tazas al día (700 ml), pero otros necesitan de cinco o más tazas al día (0.95 litros o más).[cita requerida]

### Antiinflamatorio
El café puede tener propiedades antiinflamatorias debido a sus antioxidantes y compuestos antiinflamatorios como los ácidos clorogénicos. Sin embargo, también es importante tener en cuenta que el café puede aumentar la frecuencia cardíaca y la presión arterial en algunas personas, lo que puede aumentar el riesgo de enfermedades cardíacas. Es importante hablar con un médico antes de agregar grandes cantidades de café a la dieta. [cita requerida]

## Tolerancia a la glucosa, sensibilidad a la insulina y envejecimiento
En el 2023, un estudio del Instituto Imdea Alimentación y del Instituto de Investigación Sanitaria (Incliva) publicado en la revista Nature Communications encontró que el harmol, un compuesto de la familia de las betacarbolinas que se halla en el café, mejora el funcionamiento del músculo esquelético, mejora la tolerancia a la glucosa, la sensibilidad a la insulina y la acumulación de lípidos hepáticos en un modelo de prediabetes.

## Riesgos y efectos indeseados
Muchos efectos notables del café están relacionados con su contenido en cafeína. Los riesgos del café descafeinado para la salud han sido estudiados, con resultados diversos. Una variable es el tipo de proceso de descafeinado empleado: mientras que algunos implican el uso de solventes orgánicos que pueden dejar trazas residuales, otros utilizan vapor.

### Enfermedades coronarias y presión de la sangre
Muchos bebedores de café están familiarizados con la condición nerviosa que ocurre cuando se toma demasiada cafeína. Se sabe, según los conocimientos científicos actuales, que el café actúa positivamente sobre el sistema cardiovascular, pero el mecanismo de acción sigue siendo desconocido; por otra parte, el café posee un efecto hipertensor, y se desaconseja su consumo a los pacientes afectados por graves desórdenes cardiovasculares o crónicos. Sin embargo, hay que tener en cuenta que un reciente estudio sugiere un efecto antihipertensivo de los granos de café verdes sobre un modelo animal de hipertensión.
The American Journal of Clinical Nutrition publicó un estudio en 2004 en el que intentaron descubrir por qué entran en conflicto los efectos beneficiosos y perjudiciales del café. El estudio concluyó que el consumo de café está asociado a aumentos significativos en marcadores bioquímicos de la inflamación. Éste es un efecto perjudicial del café en el sistema cardiovascular, que puede explicar por qué el café se ha demostrado hasta ahora que sólo ayuda al corazón con niveles de cuatro tazas (600 ml) o menos por día.
Un estudio de Harvard realizado durante 20 años sobre 128 000 personas y publicado en 2006 concluía que no había pruebas que apoyaran la idea de que el consumo de café aumentaba el riesgo de síndrome coronario agudo. El estudio, en cambio, sí mostró una correlación entre grandes consumos de café y altos grados de exposición a otros factores de riesgos coronarios como fumar, consumo excesivo de alcohol y falta de ejercicio físico. El resultado sólo es aplicable al café filtrado a través de papel de filtro, lo que excluye el café hervido y el expreso, por ejemplo.

### Sistema nervioso
El café también puede causar insomnio en algunas personas, mientras que irónicamente ayuda a otras (en menor proporción) a tener un sueño más profundo. También puede causar ansiedad e irritabilidad, en personas con un consumo excesivo de café, e incluso retraimiento en otras formas. También puede causar migraña, temblores, agitación nerviosa y taquicardias.

### Sistema digestivo
Algunas personas manifiestan síntomas de intolerancia al café, principalmente en forma de molestias gastrointestinales, como dispepsia, cólicos, diarrea, vómitos, náuseas, úlceras gástricas, alteraciones en la motilidad gastroesofágica y otras manifestaciones neurovegetativas como ansiedad.
El café puede irritar la mucosa gástrica y producir hiperperistaltismo y diarrea en pacientes sensibilizados o con colon sensible.

### Colesterol
Un estudio ha demostrado que el cafestol y el kahweol, sustancias que están presente en bebidas de café hervidas y sin filtrar, aumenta considerablemente los niveles de colesterol (hipercolesterolemia), especialmente en mujeres. El cafestol es el agente alimenticio elevador del colesterol más potente conocido. El café filtrado sólo contiene trazas de cafestol.
El consumo de cinco tazas de café de prensa francés por día (10 a 13 miligramos de cafestol), durante un período de cuatro semanas, elevaría el colesterol plasmático en un 6-8%.

### Embarazo y menopausia
También tiene efectos específicos de género, en algunas féminas afectadas con síndrome premenstrual aumenta los síntomas, y puede reducir la fertilidad en mujeres. Aumenta el riesgo de osteoporosis en mujeres postmenopáusicas y puede haber riesgos para el feto si una mujer embarazada bebe ocho o más tazas al día (1,4 litros o más).[cita requerida]
Un estudio danés de febrero de 2003 con 18,478 mujeres relacionó el alto consumo de café durante el embarazo con un aumento significativo en el riesgo de abortos (pero no aumentó de forma significativa el riesgo de muerte infantil en el primer año). «Los resultados parecen indicar un efecto umbral alrededor de cuatro a siete tazas por día» informó el estudio. Aquellas embarazadas que bebían ocho o más tazas al día (1,4 l) tenían un riesgo de 220% mayor que el de aquellas que no tomaban café. Este estudio no se ha vuelto a repetir, pero ha hecho que algunos doctores tomen precauciones ante el consumo excesivo de café durante el embarazo.[cita requerida]
Un nuevo estudio de la Universidad de Rochester de 2021, indica que ingerir café supone un riesgo para la estructura cerebral del feto padeciendo este alteraciones cerebrales. Podrían no ser muy graves pero pueden conducir a que el bebé o el niño tengan problemas de comportamiento.
El café descafeinado es visto en ocasiones como un riesgo potencial para la salud de las mujeres embarazadas, debido a la alta incidencia de los solventes químicos usados para extraer la cafeína. Sin embargo, estas preocupaciones no tienen casi ninguna base, pues los solventes en cuestión se evaporan a 80-90 °C, y los granos de café están ya descafeinados antes de proceder a su tostado, que tiene lugar a unos 200 °C. Así, estos productos químicos, llamados cloruro tricloroetano y diclorometano, están presentes en cantidades muy bajas, y ninguno de los dos supone una amenaza significativa para los fetos. Las mujeres que aun así estén preocupadas por los solventes químicos del café descafeinado deben optar por los granos que utilizan el proceso del agua suiza, donde no se utiliza ningún producto químico a excepción del agua, aunque permanecen en el café cantidades más altas de cafeína.

### Carcinogenicidad
El café instantáneo, como otros cafés tostados, contiene alguna cantidad de acrilamida, una sustancia que va siendo generada en los alimentos muy cocinados (y en los alimentos quemados), y de la que es sospechada alguna relación con la aparición de cáncer. Adicionalmente, las instituciones oficiales que se encargan de asuntos alimentarios han emitido informes acerca de cuál es el nivel de acrilamida recomendable en alimentos como el café, pero ha sido descubierto que algún café de venta al público ha superado ese nivel 42 veces, en lo cual puede influir la falta de transparencia en su elaboración, de homologaciones, y el hecho de que haya inspecciones de calidad o no.

### Adicción y síndrome de abstinencia
Aunque la adicción a la cafeína no genera riesgos tan graves para la salud como otras drogas clásicas entre las que se encuentran la nicotina, el alcohol o la heroína, mucha gente se ha convertido en adicta al no poder dejar de tomarla o seguir tomándola pese a arriesgar su salud física o psíquica, sólo por evitar los síntomas del síndrome de abstinencia.
El síndrome de abstinencia del café ha sido probado mediante varios rigurosos estudios de doble ciego. De hecho, ha sido incluido como diagnóstico oficial en ICD-10 (Organización Mundial de la Salud) y se ha propuesto como diagnóstico a la Asociación Estadounidense de Psiquiatría. Aunque los estudios se han realizado con adultos, también se han dado casos en niños.
Los síntomas típicos del síndrome de abstinencia son:
- Dolor de cabeza de diferentes grados
- Fatiga, adormecimiento
- Apetito sexual
- Dificultad para concentrarse
- Dificultad para trabajar
- Irritabilidad
- Depresión
- Ansiedad
- Síntomas de resfriado, como pueden ser: náuseas y vómitos, dolor o rigidez muscular, calor y frío…
- Deterioro psicomotriz de la alerta y del rendimiento cognitivo

Se han dado casos de adicción al café con dosis diarias tan bajas de cafeína como 100 mg/día (equivalente a una taza o dos latas de refresco cafeinado). También se han dado casos de síndrome de abstinencia al dejar una consumición diaria y regular de cafeína (por ejemplo un café todas las mañanas).[cita requerida]
Durante la abstinencia, pequeñas dosis de cafeína (p. ej. 25 mg) pueden suprimir parcialmente los síntomas del síndrome de abstinencia. Por eso, mucha gente que dejó de tomar café, no notó ningún síntoma ya que recibía estas pequeñas fuentes de cafeína por otros medios sin darse cuenta.[cita requerida]

### Estéticos
Como el té, el café también causa amarilleo en los dientes, y puede dañarlos por su contenido en taninos. La mejor forma de evitarlo es cepillarse los dientes 30 minutos después de tomar café.[cita requerida]
Esto se debe a que el café puede ser ácido y puede debilitar temporalmente el esmalte dental. Al esperar 30 minutos, se permite que la saliva neutralice los ácidos, lo que ayuda a proteger los dientes durante el cepillado.[cita requerida]

### Otros problemas
- Problemas de desarrollo del feto en embarazadas.[36]
- Aumento excesivo de la diuresis, fallos renales.
- Aumento de la tensión arterial
- Cistitis.[24]